# Dicranomyia snelli
Dicranomyia snelli är en tvåvingeart som först beskrevs av Edwards 1934.  Dicranomyia snelli ingår i släktet Dicranomyia och familjen småharkrankar.
Artens utbredningsområde är São Tomé. Inga underarter finns listade i Catalogue of Life.